# Joost Winnink
Joost Winnink (Peize, 30 giugno 1971) è un ex tennista olandese.

## Carriera
Ottenne il suo best ranking in singolare il 27 novembre 1995 con la 152ª posizione, mentre nel doppio divenne il 10 aprile 1995, il 101º del ranking ATP.
Nel 1995, in coppia con il tedesco Martin Sinner, raggiunse la finale del South African Open; in quell'occasione vennero sconfitti dai francesi Rodolphe Gilbert e Guillaume Raoux con il punteggio di 4-6, 6-3, 3-6. Vinse, inoltre, sette tornei dell'ATP Challenger Series.

## Statistiche

### Tornei ATP

#### Doppio

##### Sconfitte in finale (1)
| Legenda                                              |
| Grande Slam (0)                                      |
| ATP World Tour Finals (0)                            |
| ATP Super 9 / ATP Masters Series (0)                 |
| ATP Championship Series / ATP International Gold (0) |
| ATP World Series / ATP International Series (1)      |

| Numero | Data          | Torneo                           | Superficie | Compagno      | Avversari in finale              | Punteggio     |
| 1.     | 3 aprile 1995 | South African Open, Johannesburg | Cemento    | Martin Sinner | Rodolphe Gilbert Guillaume Raoux | 4-6, 6-3, 3-6 |

### Tornei minori

#### Doppio

##### Vittorie (7)
| Legenda tornei minori |
| Challenger (7)        |
| Futures (0)           |

| Numero | Data             | Torneo                              | Superficie    | Compagno           | Avversari in finale           | Punteggio     |
| 1.     | 24 maggio 1993   | Bochum Challenger, Bochum           | Terra rossa   | Mårten Renström    | Jon Ireland Andrew Kratzmann  | 6-3, 2-6, 7-5 |
| 2.     | 27 giugno 1994   | Montauban Challenger, Montauban     | Terra rossa   | Martin Sinner      | Nicola Bruno Otavio Della     | 7-5, 6-3      |
| 3.     | 10 ottobre 1994  | Reunion Island Challenger, Riunione | Cemento       | Hendrik Jan Davids | Patrick Baur Michael Geserer  | 6-1, 6-2      |
| 4.     | 6 febbraio 1995  | Volkswagen Challenger, Wolfsburg    | Sintetico (i) | Martin Sinner      | Dirk Dier Lars Koslowski      | 7-5, 6-3      |
| 5.     | 12 febbraio 1996 | Hambüren Challenger, Hambüren       | Sintetico (i) | Jim Pugh           | Lorenzo Manta Lars Rehmann    | 7-5, 7-5      |
| 6.     | 18 novembre 1996 | Mauritius Challenger, Mauritius     | Erba          | Patrick Baur       | Sander Groen Andrei Pavel     | 0-1, ritiro   |
| 7.     | 10 febbraio 1997 | Lubeck Challenger, Lubecca          | Sintetico (i) | Mathias Huning     | Trey Phillips Chris Wilkinson | 7-6, 7-6      |